# Deventer
Deventer este un oraș în provincia Overijssel, Țările de Jos.

## Localități componente
Apenhuizen, Averlo, Colmschate, Deventer, Diepenveen, Dortherhoek, Lettele, Linde, Loo, Okkenbroek, Oude Molen, Pieriksmars, Schalkhaar, Tjoene, Zuidloo.